# Rhopalopsole furcospina
Rhopalopsole furcospina är en bäcksländeart som först beskrevs av Wu, C.F. 1973.  Rhopalopsole furcospina ingår i släktet Rhopalopsole och familjen smalbäcksländor. Inga underarter finns listade i Catalogue of Life.